# Henryk Kostrzewa
Henryk Kostrzewa (ur. 16 czerwca 1928 w Antoniowie, zm. 6 marca 2018) – polski żołnierz i prawnik, generał brygady Wojska Polskiego, wieloletni sędzia wojskowy, Naczelny Prokurator Wojskowy – zastępca Prokuratora Generalnego w latach 1984–1990 .

## Życiorys
Rodzice: Roman Kostrzewa, kolejarz i Stanisława Kostrzewa z domu Bartecka (Knosała po drugim mężu), brat Aleksy, przyrodni brat Zenon Knosała.
Do 20. roku życia mieszkał w Radomsku. Absolwent Gimnazjum Handlowego (1946) i Liceum Administracyjnego (1948) w Radomsku. Służbę wojskową rozpoczął we wrześniu 1948 jako podchorąży kompanii, a następnie w latach 1948-1949 kursant Batalionu Akademickiego w Łodzi, a po jego przemianowaniu w latach 1949–1950  Fakultetu Wojskowego we Wrocławiu (1949–1950). Do stalinowskiego sądownictwa dostał się bez ukończenia studiów prawniczych. Dopiero w 1952 został ekspresowo magistrem prawa Uniwersytetu Łódzkiego (w tym czasie był już asesorem wojskowego sądu w Łodzi).
Od 18 sierpnia 1950 r. do 24 października 1951 r. pracował na stanowisku sekretarza w Wojskowym Sądzie Rejonowym w Łodzi, po czym został mianowany asesorem tego sądu (do 10 grudnia 1952 r.) oraz pełnił obowiązki sędziego w Wojskowym Sądzie Rejonowym w Warszawie (11 grudnia 1952 r. – 30 czerwca 1953 r.), znanym w tym okresie przede wszystkim z niesławnych sesji wyjazdowych, na których niejednokrotnie wymierzano kary śmierci. W 1953 mianowany na pierwszy stopień oficerski - chorążego i został asesorem Sądu Garnizonowego w Łodzi.
Od 1 lipca 1953 r. do 31 lipca 1958 r. instruktor Wydziału/Oddziału I Zarządu Sądownictwa Wojskowego, następnie inspektor Oddziału Organizacyjnego (1958–1961). Inspektor – sędzia Najwyższego Sądu Wojskowego (1961-1962).
Sędzia Izby Wojskowej (1962–1964), następnie szef Wydziału I Izby Wojskowej Sądu Najwyższego (1964) oraz Wydziału II Izby Wojskowej (1964–1967) Sądu Najwyższego. W 1968 awansował na stopień pułkownika. Uchwałą Rady Państwa PRL z 23 maja 1969 powołany na sędziego Sądu Najwyższego w Izbie Wojskowej. W latach 1969–1984 zastępca prezesa Izby Wojskowej Sądu Najwyższego – szef oddziału nadzoru sądowego. W 1976 ukończył Podyplomowe studium organizacji i zarządzania w Akademii Sztabu Generalnego WP.
W okresie stanu wojennego w Polsce (1981–1983) był pełnomocnikiem Komitetu Obrony Kraju – komisarzem wojskowym w Ministerstwie Sprawiedliwości.
Od 1984 do 1990 Naczelny Prokurator Wojskowy – zastępca Prokuratora Generalnego PRL. W latach 1985–1989 zastępca członka Trybunału Stanu. Na mocy uchwały Rady Państwa PRL z 3 października 1986 awansowany do stopnia generała brygady. Nominację wręczył mu 10 października 1986 w Belwederze przewodniczący Rady Państwa, Zwierzchnik Sił Zbrojnych PRL gen. armii Wojciech Jaruzelski.
W lipcu 1989 r. jako naczelny prokurator wojskowy odmówił uznania rtm. Witolda Pileckiego za niewinnego. W swojej odpowiedzi stwierdził: „Nie negując zasług Witolda Pileckiego w czasie wojny i aktywnej walki z okupantem hitlerowskim, niestety brak jest podstaw do pełnej rehabilitacji wyżej wymienionego w odniesieniu do jego działalności w latach powojennych”.
31 lipca 1990 odwołany przez prezesa Rady Ministrów Tadeusza Mazowieckiego ze stanowiska Naczelnego Prokuratora Wojskowego i zastępcy Prokuratora Generalnego. 19 października 1990 uroczyście pożegnany przez ministra obrony narodowej wiceadmirała Piotra Kołodziejczyka w związku z zakończeniem zawodowej służby wojskowej. Przeniesiony w stan spoczynku w związku z osiągnięciem wieku emerytalnego 29 listopada  1990.
Za działalność na stanowisku szefa prokuratury wojskowej PRL, IPN chciał postawić Kostrzewie zarzuty dotyczące udziału w bezprawnym pozbawieniu wolności 5 szpiegów wymienionych w czerwcu 1985 r. na Mariana Zacharskiego, jednak śledztwo utknęło po decyzji prokuratorskiego sądu dyscyplinarnego z 2011 r., odmawiającego uchylenia immunitetu Henrykowi Kostrzewie.
28 czerwca 2013 r. pion śledczy warszawskiego oddziału IPN skierował do Wojskowego Sądu Garnizonowego w Warszawie akt oskarżenia przeciwko Henrykowi Kostrzewie. Jak poinformował p.o. naczelnik warszawskiego pionu śledczego prok. Marcin Gołębiewicz, Henryk Kostrzewa „jako sędzia Wojskowego Sądu Rejonowego w Warszawie – funkcjonariusz państwa komunistycznego działający w strukturach systemu państwa totalitarnego, posługującego się na wielką skalę terrorem dla realizacji celów politycznych i społecznych, w okresie od marca 1952 r. do czerwca 1953 r., będąc zobowiązanym do zgodnego z ówcześnie obowiązującymi przepisami przedłużania okresu stosowania środka zapobiegawczego w postaci tymczasowego aresztowania na okres powyżej 6 miesięcy, nie dopełniał obowiązków w zakresie kontroli zasadności i terminowości podejmowanych w tym zakresie czynności procesowych, w przebiegu śledztw MBP w Warszawie prowadzonych przeciwko Leonowi Ch., Barbarze M. i Janowi O., co skutkowało bezprawnym pozbawieniem wolności pokrzywdzonych z powodu ich wcześniejszej działalności na rzecz niepodległego bytu Państwa Polskiego w strukturach organizacji niepodległościowych”, tj. o popełnienie przestępstw z art. 248 § 2kk z 1932 r. w zw. z art. 2 ust.1 i art. 3 ustawy z dn. 18.12.1998 r. o Instytucie Pamięci Narodowej – Komisji Ścigania Zbrodni przeciwko Narodowi Polskiemu. Pokrzywdzeni (m.in. zmarła w 1990 roku znana działaczka PSL Barbara Matusowa) byli członkami organizacji: Obrońcy Korony, Podziemna Organizacja Wolność i Niepodległość, PSL i AK. Czyny zarzucone oskarżonemu zagrożone są karą pozbawienia wolności do lat 10. Henryk Kostrzewa nie przyznał się do stawianych mu zarzutów.
We wrześniu 2013 odbyła się jedna rozprawa sądowa, a 19 listopada sędzia Michał Żak z Wojskowego Sądu Garnizonowego poinformował, że sąd zawiesił proces Henryka Kostrzewy ze względu na stan jego zdrowia. Decyzja wywołała ostry protest byłych opozycjonistów.
Zmarł 6 marca 2018 r. Pochowany w grobie rodzinnym na Powązkach Wojskowych w Warszawie (kwatera BII-1B-8). Pogrzeb odbył się w gronie rodzinnym, nie opublikowano żadnych informacji o dacie i miejscu pogrzebu.

## Życie prywatne
Mieszkał w Warszawie. Żonaty z Alicją Elżbietą z domu Paradowską (1934-1999). Małżeństwo miało córkę.

## Ordery i odznaczenia
- Krzyż Komandorski Orderu Odrodzenia Polski (1983)
- Krzyż Oficerski Orderu Odrodzenia Polski (1975)
- Krzyż Kawalerski Orderu Odrodzenia Polski (1970)
- Złoty Krzyż Zasługi (1963)
- Srebrny Krzyż Zasługi (1958)
- Medal 10-lecia Polski Ludowej
- Medal 30-lecia Polski Ludowej
- Medal 40-lecia Polski Ludowej
- Medal Komisji Edukacji Narodowej
- Złota odznaka "Zasłużonego działacza Zrzeszenia Prawników Polskich" (1978)[6]